# Acacia binata
Acacia binata är en ärtväxtart som beskrevs av Bruce R. Maslin. Acacia binata ingår i släktet akacior, och familjen ärtväxter. Inga underarter finns listade i Catalogue of Life.